# Callithomia xantho
Callithomia xantho är en fjärilsart som beskrevs av Felder 1860. Callithomia xantho ingår i släktet Callithomia och familjen praktfjärilar. Inga underarter finns listade i Catalogue of Life.